# Ulysse, Cafre
Ulysse, Cafre ou l'Histoire dorée d'un Noir est un roman français publié en 1924 par Georges Athénas et Aimé Merlo sous le nom de plume de Marius-Ary Leblond. Écrit en langue française, il traite de l'ascension sociale d'un cuisinier cafre noir à La Réunion, une île du sud-ouest de l'océan Indien dont sont originaires les auteurs. La sorcellerie y tient une part importante.